# Molgula herdmani
Molgula herdmani is een zakpijpensoort uit de familie van de Molgulidae. De wetenschappelijke naam van de soort is voor het eerst geldig gepubliceerd in 1958 door Brewin.